# Diatrypa minuta
Diatrypa minuta är en insektsart som beskrevs av Lucien Chopard 1956. Diatrypa minuta ingår i släktet Diatrypa och familjen syrsor. Inga underarter finns listade i Catalogue of Life.